# Parataygetis melania
Parataygetis melania är en fjärilsart som beskrevs av Gustav Weymer 1911. Parataygetis melania ingår i släktet Parataygetis och familjen praktfjärilar. Inga underarter finns listade i Catalogue of Life.